# Computervision

Logo von Computervision

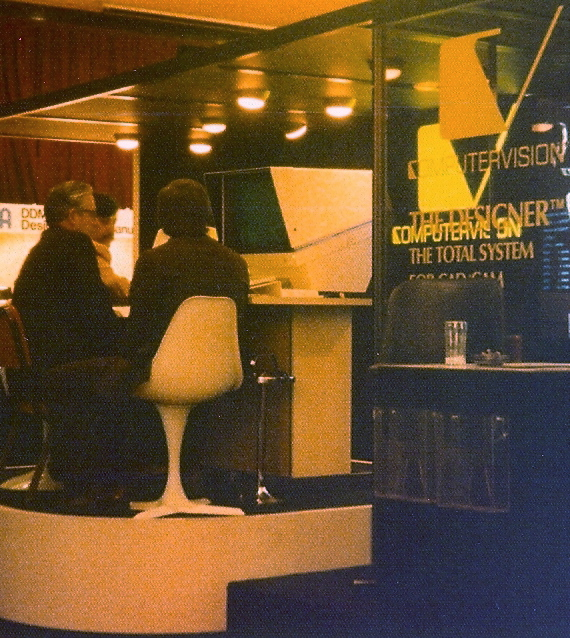
Messestand 1978

Computervision (CV) war in den 1980er Jahren einer der bedeutendsten CAD-Programmhersteller der Welt. Erfolgreich waren das parametrische CAD-Programm CADDS, das CAD/CAM-Programm Personal Designer / Personal Machinist sowie das auch von Prime Computer vertriebene MEDUSA, das besonders im mittelständischen Maschinen- und Anlagenbau eingesetzt wurde.
1988 übernahm Prime Computer den Hersteller von schlüsselfertigen Systemen Computervision. Prime gliederte sich in die zwei Säulen Prime Hardware, die für die proprietären Rechner zuständig war, sowie Prime Computervision, die für das CAD/CAM-Geschäft mit MEDUSA und CADDS zuständig war.
Nach Einstellung der proprietären PRIMOS-Rechnerproduktion und Abgabe der Wartungsverpflichtungen an einen anderen Hersteller folgte eine Konzentration auf das CADCAM-Softwaregeschäft mit Umbenennung von Prime Computervision in Computervision. 1998 erfolgte die Übernahme von Computervision durch die Parametric Technology Corporation (PTC).